# Island in the Sea
Island in the Sea è il trentacinquesimo album in studio del cantante di musica country statunitense Willie Nelson, pubblicato nel 1987.

## Tracce
1. Island in the Sea (W. Nelson) - 2:19
2. Wake Me When It's Over (W. Nelson) - 3:17
3. Little Things (W. Nelson, Shirley Collie Nelson) - 4:23
4. The Last Thing on My Mind (Tom Paxton) - 5:17
5. There Is No Easy Way (But There Is a Way) (W. Nelson) - 2:32
6. Nobody There But Me (Bruce Hornsby, John Hornsby, Charlie Haden) - 2:47
7. Cold November Wind (Phyllis Horne) - 4:18
8. Women Who Love Too Much (Booker T. Jones, Waylon Jennings) - 4:45
9. All in the Name of Love (Jones, Jennings) - 4:59
10. Sky Train (Jones, Jennings) - 2:39